# Kałłaur
Kałłaurowie – rodzina szlachecka pochodząca z Wielkiego Księstwa Litewskiego herbu Ostoja.

## Etymologia nazwiska
Istnieją dwie teorie dotyczące pochodzenia nazwiska. W XIV wieku wielki książę Witold założył twierdzę Kałaur (Karawol, Kalavur, Kalaur), aby chronić południowe granice Wielkiego Księstwa Litewskiego. Urzędnicy mogli dodawać nazwę twierdzy do swojego nazwiska w formie przymiotnikowej. Na przykład, według jednej z wersji, Nyczko Karawulski zrobił to na początku XV wieku. Zamek popadł w ruinę w XVI wieku. W tym samym wieku Kałłaurowie uzyskali stanowiska państwowe w Księstwie Pinsk. Według innej teorii, rodzina ma tatarskie korzenie (tur. karaul - posterunek strażniczy). Teoria ta została wysunięta przez historyka Romana Goroshkevicha (1892-1962) w książce "Lista rodów szlachty pogranicza ziemi pińskiej".

## Historia
Najwcześniejsza pisemna wzmianka dotyczyła pińskiego bojara i urzędnika Chwiedzki Lienkavič Kałaur. Zawarł on umowę kupna-sprzedaży ziemi ze sługą królewskim Orestem Kyhirem w 1521 roku. Członkowie rodziny brali udział w spisie wojskowym Wielkiego Księstwa Litewskiego w latach 1528-1567, co podkreślało ich status. Chwiedzka Lienkavič i Dzianis Korewulovič uczestniczyli w spisie z 1528 roku jako rycerze konni. Czterech członków rodziny zostało zaliczonych do jazdy w spisie z 1567 roku: urzędnik dworski w Pinsk, Pronko Dzianisavič, Radko Siamionavič, Dałmat i Ivan.
Kałłaurowicze, gdzie osiedliła się lokalna gałąź rodu, zostały po raz pierwszy wymienione w 1567 roku. Rodzina odegrała ważną rolę w regionie. Na przykład, Piotr Kałłaur został wybrany przedstawicielem szlachty powiatu pińskiego w 1853 roku. Członkowie rodziny poparli powstanie styczniowe w latach 1863-1864. Pomnik ku czci powstańców Wasila, Siamiona Kałłaura i Antona Szalamickiego został odsłonięty w pobliżu Pińska w 1933 roku.
Niektórzy członkowie rodziny byli poddani represjom w latach 1940-1950. Według otwartych list 7 osób zostało prześladowanych w obwodzie pińskim Białoruskiej SRR..

## Wybitni przedstawiciele rodu Kałłaur
- Chwiedzka Lienkavič Kałaur, Piński bojar, ziemianin, urzędnik i wojskowy z XV wieku.
- Wasyl Kałłaur, XIX-wieczny naczelnik Aulie-Ata, archeolog i orientalista.
- Mikołaj Kałłaur, XX-wieczny polski wojskowy, dyplomata i eseista.
- Pawieł Kałłaur, Białoruski ekonomista i przewodniczący Narodowego Banku Białorusi.